# Fläckhalsad timalia
Fläckhalsad timalia (Stachyris strialata) är en huvudsakligen sydostasiatisk fågel i familjen timalior inom ordningen tättingar.

## Utseende
Fläckhalsad timalia är en rätt bylsig 15,5–16,5 cm lång timalia. Den är djupbrun på ovansidan inklusive hjässan, undertill vit på strupen och rostfärgad till kastanejbrun på buken. På huvudet syns ett svart ögonstreck kantat av vitt, svart mustaschstreck, mörkgrå örontäckare och vita fläckar på halsen som gett arten dess namn.

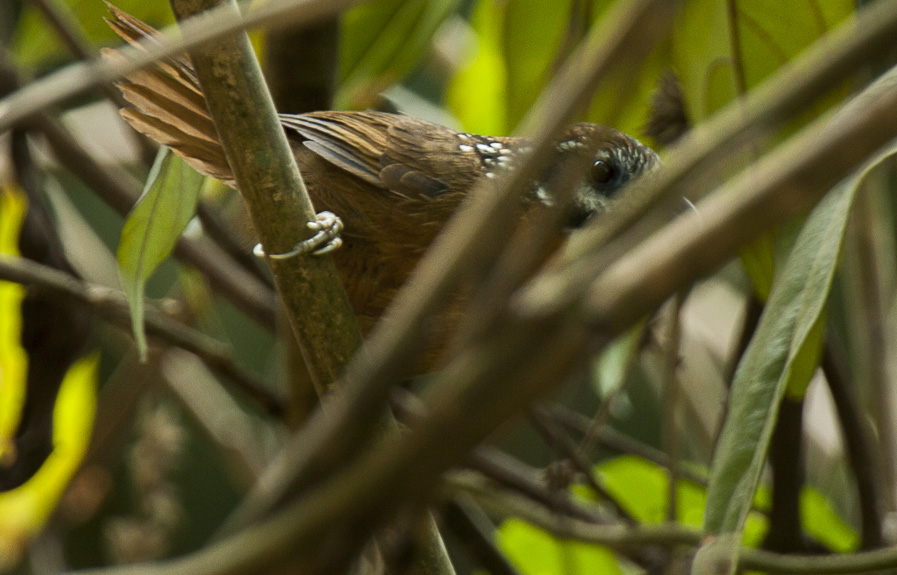

## Utbredning och systematik
Fläckhalstimalia delas in i sju underarter:
- Stachyris strialata tonkinensis – förekommer i södra Kina (Guangxi och södra Yunnan) till norra Indokina
- Stachyris strialata swinhoei – förekommer i Hainan (södra Kina)
- Stachyris strialata helenae – förekommer på norra platån i Thailand (Nanprovinsen) till norra Laos
- Stachyris strialata guttata – förekommer i södra Myanmar och angränsande västra Thailand (Tak)
- Stachyris strialata nigrescentior – förekommer på thailändska halvön (Kranäset till Trang)
- Stachyris strialata umbrosa – förekommer i nordöstra Sumatra
- Stachyris strialata strialata  – förekommer i högländerna i västra Sumatra

## Levnadssätt
Fläckhalsad timalia hittas i undervegetation i städsegrön lövskog, i bambu, i ungskog samt i buskmarker. Den hittas från låglänta områden upp till 1525 meters höjd, på Sumatra upp till 2200. Arten ses vanligen i par eller i smågrupper lågt i vegetationen på jakt efter insekter. Den ingår ofta i större sällskap med andra timaliearter.

### Häckning
Fläckhalsad timalia häckar från februari till juni i Sydostasien, från mars på Sumatra. Boet är en stor men grund kupol eller skål av döda bambublad och växtstammar vari fågeln lägger tre ägg. Det placeras strax ovan marken i låg vegetation.

## Status och hot
Arten har ett stort utbredningsområde och en stor population, men tros minska i antal, dock inte tillräckligt kraftigt för att den ska betraktas som hotad. Internationella naturvårdsunionen IUCN kategoriserar därför arten som livskraftig (LC).